# 6Médias
6Médias est une agence française créée en 1999, propriété de Dioranews (membre de la Fédération française des agences de presse), qui produit des contenus en marque blanche pour de nombreux sites Internet. L'entreprise se développe dans un contexte de précarisation du travail de journaliste.

## Histoire
6Médias est créée en 1999 et se spécialise dans la production de contenus d'information, y compris sous format vidéo, pour les médias en ligne,. À son client initial Orange, se sont joints en 2014 Le Point, L'Opinion et France Télévisions. Son chiffre d'affaires était de 2 millions d'euros en 2014. En 2020, elle est le sous-traitant de très nombreux titres français comme Gala, Le Point, Capital, L’Opinion ou Valeurs actuelles.

## Fonctionnement
En 2021, Le Monde décrit l'activité de sous-traitance de 6Médias, mais aussi d'autres agences comme ETX Studio (anciennement Relaxnews), Com’Presse, ou Setex à Madagascar, comme visant à produire à la chaîne et de façon bon marché un contenu peu fiable. Il s'agit pour les journalistes employés, majoritairement pigistes, d'écrire en moins d'une heure un article en reprenant des informations déjà publiées dans la presse régionale ou par l'AFP, mais sans les vérifier ni enquêter davantage. En 2018, 6Médias est condamnée par le conseil des prud'hommes pour le  licenciement « sans cause réelle et sérieuse » d'un journaliste que l'entreprise avait accusé de plagiat.
Les méthodes de l'entreprise suscitent des critiques : sans conférence de rédaction, l'agence recourt à la republication de contenus tiers légèrement modifiés, fréquemment republiés. En profitant de la flexibilité du statut de pigiste à la journée, l'agence externalise à bas coût, pour ses médias partenaires, le travail de journalistes. 